# Länstidningen Södertälje
Länstidningen Södertälje (vanligtvis endast kallad Länstidningen, ofta förkortad till LT), är en dagstidning som ges ut i Södertälje med omnejd. Det ursprungliga namnet var Södertelge tidning och hade fram till 1964 även andra namn såsom Stockholms läns tidning, Gripen, och Södertälje-Södertörns posten med flera.
Första Länstidningen utges lördagen den 29 juni 1861. Dess spridningsområde är Nykvarns och Södertälje kommuner.
Tidningen hade 2013 en täckning på 25,2 procent och har omkring 50 anställda. Tidningens redaktion sitter på Storgatan i Södertälje. Länstidningen ägdes från 2016 av Mittmedia men sedan 2019 av Bonnier News Local.
I februari 2014 beviljades tidningen presstöd för första gången.
Tillsammans med Eskilstuna-Kuriren, Strengnäs Tidning, Tidningen Folket, Katrineholms-Kuriren och Södermanlands Nyheter ingick LT i annonspaketet "Samannons Sörmland".

## Historia
Från år 1930 hette tidningen Stockholms Läns & Södertälje Tidning. Det nuvarande namnet antogs 1963.
Tidningen köptes av Armas Morby 1962. Han sålde sin tidningsrörelse till  Centerpartiet och Centertidningar år 1973.
År 2005 styckades Centertidningar upp och Länstidningen såldes till VLT AB. VLT AB uppgick år 2007 i Promedia, som år 2015 såldes till Mittmedia.

## Chefredaktörer
- Robert Schützer, 1962[9]-1972
- Gunnar Neby, 1972-1974
- Torsten Carlsson, 1977[10]-2006
- Thelma Kimsjö, 2006-2011
- Katrin Säfström, 2011-2013
- Anna Liljehag, 2013-2016

2016–2019 var redaktörskapet inom Mittmedia konsoliderats så att en person är chefredaktör för Länstidningen såväl som andra tidningar.
- Olov Carlsson, 2016[11]
- Daniel Nordström, 2016-2019

Från 2019 hade Länstidningen åter en egen chefredaktör:
- Lillan Hedlund, 2019-2024[12]
- Mathias Gurestam, 2024- [13]